# Прогресивна партія Японії
Прогресивна партія Японії (яп. 日本進歩党, Нихон Симпото:) — політична партія Японії, заснована Цурумі Юсуке 16 листопада 1945. Ядро новоствореної партії склали здебільшого колишні члени найбільшої фракції Асоціації допомоги трону. Першим головою партії став Матіда, Тюдзі Матіда. У партію також увійшов і тодішній Прем'єр-міністр Японії Кідзюро Сідехара. Своїми головними цілями новостворена партія декларувала антикомунізм та збереження державності.
У лютому 1946 розпочалася кампанія окупаційної влади з переслідування «небажаних елементів» у державному апараті. Для Прогресивної партії це вилилося в те, що 260 із 274 її представників, включаючи і голову партії Матіда, потрапили під заборону зайняття громадських посад. Новим головою партії став Сідехара.
На перших повоєнних виборах 10 квітня 1946 партія набрала 94 із 485 депутатських мандатів. На одноголосну вимогу інших великих партій уряд Сідехара, що спирався на Прогресивну партію, був змушений піти у відставку.
31 березня 1947 партія припинила своє існування, перетворившись на Демократичну партію (яп. 民主党, Мінсюто:).